# Анзимиров, Владимир Александрович
Влади́мир Алекса́ндрович Анзими́ров (31 августа [12 сентября] 1859, Барнаул, Томская губерния — ок. сентябрь 1921) — русский издатель, журналист, просветитель, промышленник, писатель, публицист, политик, общественный деятель, музейный работник, продюсер. Издатель семейства газет «Копейка». Основатель российской промышленности фосфорных удобрений. Один из первых российских продюсеров. Председатель общества деятелей периодической печати и литературы. Основатель Новосибирского краеведческого музея. Гласный Московского Губернского Земского собрания. Владел имениями Бирево, Троицкое, Григорьчиково в Московской губернии (Клинский уезд), Хомутово (Новгородской губернии), (Владимирского уезда), Сурмачевка (Полтавской губернии, Роменского уезда).

## Происхождение

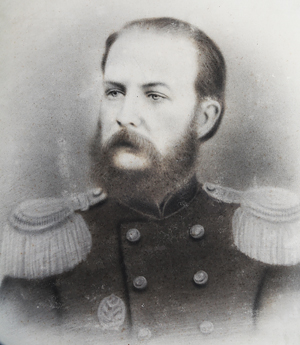
Анзимиров Александр Григорьевич (отец Владимира Александровича Анзимирова)

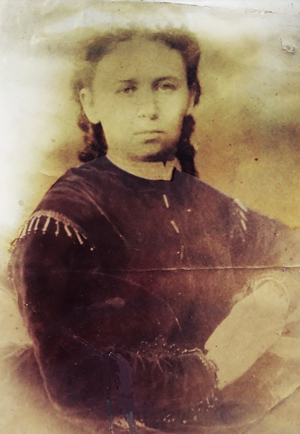
Анзимирова Мария Николаевна (Литке), мать В. А. Анзимирова

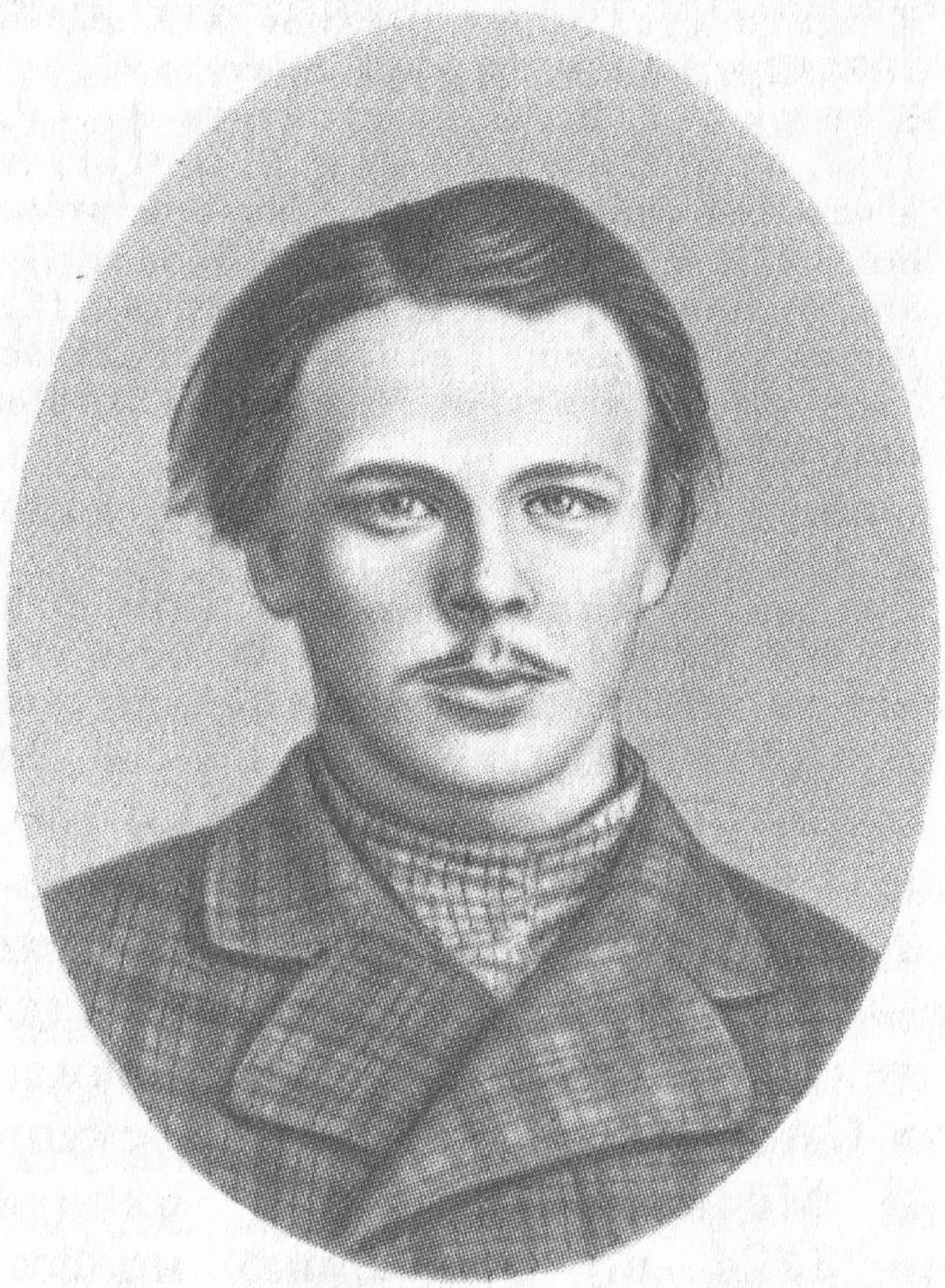
Владимир Анзимиров в юности

Владимир Александрович Анзимиров родился 31 августа (12 сентября) 1859 г. в г. Барнауле в семье Александра Григорьевича Анзимирова (1831 — 19.10.1871), дворянина, полковника Корпуса горных инженеров, горного ревизора частных золотых промыслов Томского и Мариинского округов.
Мать — Мария Николаевна Анзимирова (1831—1912), дворянка, урождённая Литке (племянница графа Фёдора Петровича Литке), русская писательница-феминистка, автор книг («Женщина и её судьба» СПб, 1896; «Причины нравственной физиономии женщины», СПб., 1901; «Правда о мужчинах», М., 1905), педагог по музыке, немецкому и французскому языку.
Дед и бабушка Владимира Александровича — Григорий Гаврилович и Александра Алексеевна Анзимировы — рязанские купцы-меценаты, известные своими крупными пожертвованиями в строительство церквей и дарением почитаемых православных икон в Рязанской губернии.

## Детство
О детстве Владимира Александровича известно мало. В 1871 году он окончил Барнаульское горное училище. После смерти отца в 1871 г. переехал с матерью в Омск для учёбы в Сибирской военной гимназии, которую он закончил в 1876 г. Затем учился в Николаевском инженерном училище. В раннем возрасте у Владимира Александровича проявились литературные способности . Уже в возрасте 14 лет он делает переводы для журнала «Всемирный путешественник».

## Народнические кружки
В 1876 Владимир Александрович Анзимиров переезжает в Москву и поступает в Петровскую земледельческую и лесную академию. В академии Владимир Александрович принимает активное участие в работе народнических кружков «Земля и воля». Был одним из организаторов народнического кружка «Четвертак». Подозревался в содержании подпольной типографии, замаскированной под фотоателье.
После раскола «Земли и воли» в 1879 г. примкнул к просветительско-народническоми крылу «Чёрный передел».

Большинство из «четвертака» и я в том числе всячески боролись против теории террора, делавшей за последнее время огромные успехи. Пленительная поэзия правды и красоты будущего строя, о котором мы мечтали, не мирилась с тем, что для его достижения неизбежны убийства и казни должностных лиц. Будучи революционерами по исповедуемой теории и своим запросам от жизни для завтрашней России и всего человечества, мы в практике борьбы признавали все же единственным оружием—слово.— В.А. Анзимиров "Крамольники":(Хроника из радик. кружков семидесятых годов). - Москва : тип. т-ва И.Д. Сытина, 1907. -  с. 106
С начала 1879 г. входил в Московский центральный кружок пропагандистов, а с конца 1879 г — в московскую группу «Чёрного передела».
После разгрома кружков полицией 7 марта 1879 года арестован и помещён в крепость (поводом для ареста послужила речь Бардиной, обнаруженная при обыске). По распоряжению министра внутренних дел от 23 июня 1879 г. освобожден из тюрьмы, выслан в Рязанскую губернию в дом его бабушки Александры Алексеевны Анзимировой (с. Большое Пирогово, Спасского уезда, Рязанской губернии) и подчинён гласному надзору полиции.. В. А. Анзимирову «воспрещена всякая отлучка из места его жительства».

## Ссылка в Рязань
В рязанском имении Владимир Александрович Анзимиров учит крестьянских детей, оказывает медицинскую помощь крестьянам: «лечу, как заправский врач. Теперь вот голодных кормлю». Пишет статьи, очерки, рассказы для «Русского богатства» (Очерки злобы деревни, псевдоним Воло), в журналы «Дело», «Свет и тени», «Природа и охота». Он женится на Авиловой Ольге Алексеевне (балерине императорского театра) и у молодых супругов рождаются дети Нина, Александр, Лев (1887), Лидия, Ксения (Оксана).
По постановлению Особого Совещания 1 декабря 1883 с В. А. Анзимирова снят гласный надзор полиции, но оставлен запрет на жизнь в столицах. В 1888 В. А. Анзимиров поступает на службу заведующим только что созданного статистико-страхового отделения Рязанской губернской земской управы, а также становится секретарем Рязанского сельскохозяйственного общества.
Продолжает поддерживать связи с народниками: «в бытность свою на службе в Губернской земской управе доставлял возможность поступать на службу по Земству прибывавшим в Рязань лицам политически неблагонадёжным».
В 80-е годы Владимир Александрович Анзимиров знакомится с другим политическим ссыльным-народником — известным агрохимиком А. Н. Энгельгардтом, сторонником и пропагандистом применения фосфорных удобрений в сельском хозяйстве средней полосы.

## Создание заводов по производству фосфорных удобрений (туков)
Под влиянием агрономических опытов Энгельгарта в смоленском имении Батищево Владимир Александрович Анзимиров решает организовать промышленное производство фосфорных удобрений (туков), ранее в России не производившихся (сказалось скептическое отношение Д. И. Менделеева к фосфорным удобрениям по результатам его опытов в 60-е годы XIX в. с урожайностью овса и озимой ржи. Д. И. Менделеев: «Навоз, хорошая обработка и известкование, а не фосфаты нужны нам»).
В 1887 г. В. А. Анзимиров совместно с И. Илиничем создаёт «Компанию по переработке фосфоритов», которая в 1889 г. организует «1-е Товарищество добычи и обработки фосфоритов», начавшее разработки фосфоритов из глауконитовых песков окрестностей деревни Новосёлки в Рязанском уезде. В 1891 создаётся «Товарищество добычи и обработки фосфоритов и других минеральных туков», в которое кроме В. А. Анзимирова вошли А. Галахов и В. Крапоткин. Основной капитал «Товарищества» был учрежден в сумме 500 000 руб. К 1893 г «Товарищество добычи и обработки фосфоритов и других минеральных туков» Анзимирова организовало производство фосфоритной муки в Брянском уезде (Орловская губ.) и купило фосфорный завод близ г. Боровичи (Новгородская губ.) с целью изготовления там суперфосфата. С 1887 по 1894 г. товарищество Анзимирова и К увеличило производство фосфорных удобрений в 135 (!) раз и к 1894 г. имело 3 завода с паровыми мельницами, а также владело месторождениями фосфоритов в Новгородской, Московской, Владимирской, Рязанской, Тамбовской, Пермской и Орловской губерниях. Эта фирма получала золотые медали на выставках 1889—1893 гг..
Кроме того, Товарищество занималось издательской деятельностью, публикуя в просветительскую и методическую литературу, по применению новых для того времени удобрений.

## Жизнь в именииБирево

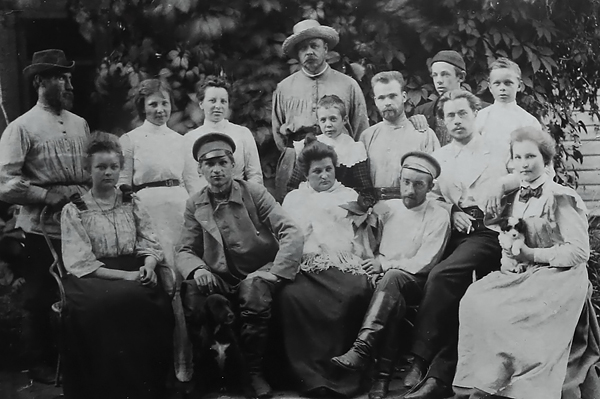
В центре: В. А. Анзимиров (в соломенной шляпе) c учителями созданной им школы в с. Березино. Рядом с ним (справа) Е. Н. Волынцев. Справа с папиросой — студент Борис Евгеньевич Райков, за ним в шапочке Александр Владимирович Анзимиров (сын В. А. Анзимирова). Стоит в шляпе Рейнгольд и его жена Лидия В. Анзимирова. Сидят: c собакой Николай Николаевич Воскресенский, слева Лидия Вацловна Бялковская (?), справа Михаил Сергеевич Пятакин. Имение Бирево, Клинского уезда, лето 1901 г.

26 июня 1890 г. Департамент Полиции разрешил В. А. Анзимирову жительство в обеих столицах. После этого в 1892 г.  В. А. Анзимиров продает фосфорные заводы и покупает имения Бирево и соседнее Троицино под г. Клином, квартиры в Москве и Санкт-Петербурге. После переезда в Бирево отходит от дел в Товариществе.
Начиная с 1893 г. Владимир Александрович Анзимиров становится Секретарем Клинского сельскохозяйственного общества. В этот период В. А. Анзимиров занимается рациональной организацией хозяйства в Бирево, строит школу при с. Троицино Клинского уезда Московской Губернии для обучения крестьянских мальчиков кузнечному, слесарному и столярному ремеслу, создаёт и содержит образцовую школу в с. Березино Клинского уезда («Анзимировская школа»), развивает кооперативные формы хозяйствования, создаёт добровольное пожарное общество, бесплатный народный театр, а также финансирует местную Троицкую церковь (церковь Троицы Живоначальной в Бирево). Созданная В. А. Анзимировым учебная сельскохозяйственная мастерская изготавливала особые однолемешные лёгкие «биревские» плуги, которые были очень популярны среди крестьян. Главным средством общественного развития В. А. Анзимиров в то время считает рациональное ведение хозяйства, союз с природой при помощи знаний и союз хозяев между собой, ради разумных общих целей.
В биревский период В. А. Анзимиров начинает все больше и больше посвящать себя публицистической и общественной деятельности. С 1895 г. Владимир Александрович руководит издательством «Народная польза», является редактором журнала «Путь» (1899), а также становится Гласным Клинского уездного земства, почётным мировым судьей и Гласным Московского Губернского Земского Собрания. В 1901 г. В. А. Анзимиров создаёт в Клину естественноисторический и сельскохозяйственный музей наглядных учебных пособий для местных школ.

## Журналистская, писательская и просветительская деятельность
В 1902 году с В. А. Анзимирова снят запрет на жительство в обеих столицах и он начинает активную журналистскую деятельность, сотрудничая с газетами «Телефон „Нового времени“», «Русская правда», «Новости дня», «Русское слово», «Биржевые ведомости», «Современная Русь» Анзимиров ходит в редакцию иллюстрированного сборника «Государственная дума». В творчестве В. А. Анзимирова заметно влияние толстовских идей, однако Анзимиров считает, что одного только внутреннего самоусовершенствования для достижения счастья недостаточно «личное усовершенствование должно идти рука об руку с общественным». В 1907 г. В. А. Анзимиров учреждает в Санкт-Петербурге просветительское общество «Школа и Знание», одним из первых акционеров которого становится Николай Александрович Морозов.
В 1907 г. пишет книгу «Крестьянские интересы и крестьянские партии» и выпускает книгу воспоминаний «Крамольники», освещающую деятельность народнических кружков семидесятых годов. Книга имеет большой успех и цитируется до сих пор. В 1909 совместно с Дюметром (Дюметр, возможно, вымышленная личность) пишет роман «Алые розы Востока». В 1910 г. пишет автобиографический роман «Муть». В 1911 выпускает книгу Пишет «Мои маленькие сказки». С 1908 г. является редактором художественно-литературного журнала «Путь». В 1909 издает «Деревенскую газету», в 1911 «Детский мир», с 1909 г. руководит «Народным издательством». С 1911 г. становится редактором газеты «Новый день». С 1915 г. В. А. Анзимиров при поддержке Н. И. Гучкова издает газету «Голос Москвы».
Работы В. А. Анзимирова выходили также под псевдонимами: А—в; Батько; Батько, В.; Батько, В. А.; В. А.; Виноватов, Петр; Владимиров, А.; Волконский, Н.; Воло.; Мирский; Мирской; Ранин, А.; Санин, А..
Однако главным издательским и журналистским делом В. А. Анзимирова стало издание семейства газет «Копейка».

## Издание «Газеты-Копейка»

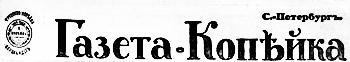
Газета «Копейка» Санкт-Петербург

19 июня 1908 г. в Петербурге Владимир Александрович Анзимиров начинает издавать народную «Газету-Копейка». В Акционерное общество "Копейка" вкладываются средства, вырученные Анзимировым от продажи имений Бирево и Троицино.
Издание газеты основано на новых для своего времени принципах - с целью обеспечения массовой народной аудитории на газету установлена низкая цена одна копейка (хотя обычная газета в то время стоила в пять раз больше), а содержание максимально адаптировано к восприятию простыми людьми. В обращении к читателям основатели газеты В. А. Анзимиров и М. Городецкий пишут, что цель газеты Копейка «…содействовать проявлению творческих начал народной мысли и труда…». Газета даёт людям, не имеющим средств на приобретение книг, возможность получать оперативную информацию, статьи с комментариями и разнообразную беллетристику. В газете «Копейка» сообщения о событиях сопровождались качественными редакционными статьями, разъясняющими для неподготовленного читателя, значение и смысл каждого события. Автором передовиц обычно был В. А. Анзимиров.
Газеты имели огромный успех - уже через 10 месяцев издания тираж петербургской «Газеты-Копейка» достиг 150 тыс. экземпляров. Впоследствии тиражи издания достигают 300 тыс. экземпляров.

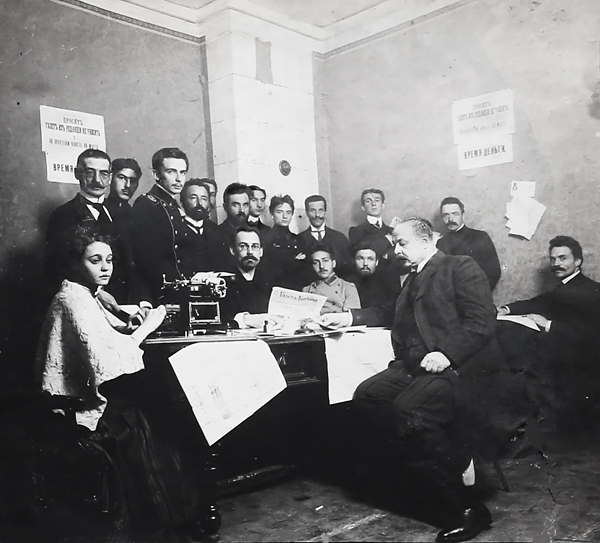
Анзимиров В. А. (сидит справа перед столом) в редакции газеты Копейка ок 1916. Крайняя слева - дочь Оксана, стоит третий слева сын В. А. Анзимирова — Лев Владимирович.

В 1909 году Владимир Александрович Анзимиров возвращается в Москву и начинает издавать газету «Московская Газета-Копейка» и «Журнал Копейка».

Мы стремимся раздвинуть круг читателей и дать возможность новым массам народа, которым непосильны цена или язык больших газет знать всё главное, что делается на свете. В возможно сжатом, занимательном и общественном виде, понятным всем языком, с терпимостью и уважением ко всяким частным взглядам и поступкам, мы будем ... стремиться дать нашим читателям все, чем живёт и интересуется сегодня мир— «Газета-Копейка» (Московское издание) n1 20 апреля (03) мая 1909 года
Затем Акционерное общество "Копейка" начинает издавать "Журнал Копейка", "Листок Копейка", "Альбом Копейки", журнал "Искорки", "Балагур", "Всемирная панорама", "Солнце России", "Здоровая жизнь" и т.д. - общий тираж всех изданий "Копеек" превышал 1 000 000 экземпляров. На предприятиях работало несколько тысяч рабочих..
Тональность комментариев отражала народнические взгляды редактора, что часто вызывало недовольство властей — тиражи газеты арестовывались, наборы газеты рассыпались после утренних визитов жандармов. В связи с этим интересно предписание земского начальника Усманского уезда от 07 июня (25 мая) 1912 г. :

Секретно. Волостным старшинам 4-го участка Усманского уезда. Предписываю волостным старшинам произвести дознание не выписываются ли в районе волости следующие газеты; "Биржевые Ведомости, «Копейка», «Всеобщая Газета», «Голос Земли» и другие левые газеты священниками и другими духовными лицами, учителями, учительницами, продавцами винных лавок, фельдшерами, фельдшерицами. Если они ответят, что подписчиками не состоят, то газеты, адресованные им, истреблять. Если же ответят, что состоят подписчиками, то сообщить их имена, отчества и фамилии и газет не отбирать. И. д. земского начальника 4-го участка. Подпись неразборчива.— «Голос Земли» 14 (01) марта 1912 года (цитируется по www.starosti.ru)
За свою журналистскую деятельность В. А. Анзимиров неоднократно подвергался гонениям. 07 июня (25 мая) 1912 года приговором Московской Судебной Палаты за статью «Забродило» (10.07.1911) издание газеты «Московская Газета-Копейка» прекращено. В. А. Анзимиров был осуждён на год тюремного заключения (в тюрьме не был, так как был освобожден в связи с политической амнистией по случаю 300-летия дома Романовых). Однако газета выходила до 1912 года, пока рассматривалась апелляция. C 12 августа 1912 «Копейка» выходит под названием «Московская копейка».
В первый день Февральской революции 1917 г. В. Д. Бонч-Бруевич с отрядом солдат занял типографию процветающей газеты «Копейка», где организовал издание «Известий Петроградского Совета» (впоследствии газеты «Известия»), первый номер которых выпустил 28 февраля (13 марта) 1917 г. «Газета-Копейка» и «Московская копейка» были закрыты Временным революционным комитетом 8 ноября (26 октября) 1917 года, уже на следующий день после октябрьского переворота большевиков в числе десяти крупнейших газет России.
Комиссаром конфискованной типографии Акционерного общества "Копейка" в Петрограде решением Президиум Высшего Совета Народного Хозяйства 21 октября 1918 года был назначен Максим Горький. В ходатайстве о предоставлении ему типографии "Копейки" Максим Горький писал:

Мы остановили наш выбор на типографии "Копейка" именно потому, что она, не будучи национализирована, с первых дней революции и до сегодня отличалась исключительной производительностью. До переезда Совнаркома в Москву в этой типографии печатались "Известия ЦИК", помимо всяких иных советских изданий, распространявшихся в миллионах экземпляров.Всякие работы, требующие срочности и огромных тиражей, и поныне направляются Советскими учреждениями в типографию Акц. О-ва "Копейка", хотя в Петрограде существует пятнадцать Советских типографий.— Максим Горький. Письмо в Президиум ВСНХ от 31 октября 1918 года. ГАРФ, ф. 3429, оп. 1, д. 28, л. 34

## Организация студии научно-популярного кинематографа
В 1912—1917 Владимир Александрович Анзимиров с просветительскими целями организовал одну из первых в России студий научно-популярного кино для выпуска учебных фильмов. 7 (20) мая 1916 Товарищество «Народное издательство „Разумный кинематограф“» В. А. Анзимирова выпустило фильм В. А. Гарлицкого «Чем люди живы» по одноимённой повести Л. Н. Толстого. Съёмки произведены в Ясной Поляне. Консультантом и исполнителем роли барина был сын писателя — Илья Львович Толстой.

## Общество деятелей периодической печати и литературы
Владимир Александрович Анзимиров является одним из создателей в 1907 году "Общества деятелей периодической печати и литературы". Общество ставило целью "объединение деятелей периодической печати и литературы для защиты их профессиональных, этических и материальных интересов" и явилось первым российским профессиональным союзом журналистов и писателей - прообразом Союза писателей. В.А. Анзимиров неоднократно избирался в Совет и Правление, а в период с 1916 по 1918 гг. был Председателем правления Общества деятелей периодической печати и литературы России.
В 1907 году по инициативе В.А. Анзимирова предполагалось "в целях осуществления материальной взаимопомощи [журналистам]... открыть при обществе кредитное товарищество, но оказалось что, по действующим законоположениям, оно не может быть учреждено при обществе". Тогда В. А. Анзимиров выступил с инициативой коллективного страхования членов общества деятелей периодической печати и литературы.  Совместно с В. Ф. Тотомианцем он выпускает книгу «Страхование жизни», в которой выступает за привлечение к страховому делу кооперативных организаций.
В 1914 г. В.А. Анзимиров вошел в состав "нейтральной группы" (в ее составе - И.А. Бунин, В.В. Вересаев, Н.В. Давыдов, С.А. Варшавский, Н.Д. Телешов) Общества деятелей периодической печати и литературы,  выступившей с инициативой организации «Дня печати» в России. Деньги, вырученные от проведения "Дня печати" были направлены на поддержку жертв Первой мировой войны. Принял участие в его организации.

## Революция и гражданская война
… Я всегда смущался средствами, которыми предполагалось добиться этого лучшего строя…— В.А. Анзимиров. Письмо губернатору Рязани.
После закрытия газеты Копейка большевиками (8 ноября (26 октября 1917 г) Анзимиров В. А. 10 декабря 1917 г. с женой и тремя малолетними детьми (младшей дочери 1 год) уезжает в Уральскую область, откуда в 1918 г. переезжает в Челябинск. Примкнул к Белому движению.
С 1919 г в Омске сотрудничает с колчаковскими газетами «Сибирский Казак» и «Наша газета» (Русское бюро печати Верховного правителя России адмирала А. В. Колчака и Осведомительный Отдел Сибирского Казачьего войска). Становится редактором однодневной газеты "Каппелевцы". Собирает материал для своей новой книги «Воспоминания» и третьего из романов «Муть», охватывающих полувековой период.
После сдачи Омска в ноябре 1919 с отступающими войсками Колчака дошёл до Новониколаевска (Новосибирск). 14 декабря 1919 г. красные взяли Новониколаевск. Так как 61-летний В. А. Анзимиров был не в состоянии принять участие в тяжелейшем пешем 2000 километровом зимнем отступлении Колчака (Великом Сибирском Ледяном походе), Владимир Александрович с другими гражданскими лицами остался в Новониколаевске, где занялся созданием Новониколаевского «Музея Мироведения» (сейчас Новосибирский государственный краеведческий музей).

## Создание Новониколаевского Музея Мироведения
12 января 1920 г. на заседании коллегии Губернского Отдела Народного Образования Новониколаевска В. А. Анзимиров выступил с докладом об организации Губернского музея и учебных мастерских — Музея Мироведения. Планировал создать сеть музеев в Сибири, а также организовать передвижные экспозиции и лаборатории. Музеи Мироведения, по мысли В. А. Анзимирова, должны быть музеями нового типа — не региональными, а универсальными «в которых за основу плана строительства взяты не территориальные или политические признаки, а вечные законы: Мироздания, истории Земли и всего сущего на ней, дошедшего по законам генезиса до человека во всем многообразии его жизни…». В постановлении заседания (протокол № 9 от 12.01.1920 г.) записано: «Доклад принять. Тов. Анзимирова утвердить в должности Заведующего музейной секцией Губ. Отд. Нар. Обр.».
Музей создавался стремительно. В феврале 1920 г. Анзимиров в течение месяца проводит учёт имеющихся предметов, готовит экскурсии и экспедиции. Важной задачей секция считала «организацию научной и социальной экспедиции». Весной 1920 г. в здании городского торгового корпуса В. А. Анзимиров организовал несколько выставок, с которых и начался музей.
3 августа 1920 года В. А. Анзимиров открыл Новониколаевский «Музей Мироведения» (Новосибирский государственный краеведческий музей). В. А. Анзимиров проделал огромную работу по сбору фондов музея, выступая в роли одновременно директора, научного руководителя финансиста и пропагандиста. Им был создан «Фонд В. А. Анзимирова» для финансирования научной деятельности музеев Мироведения. В 1920 г. музей имел уже 10 тыс. единиц хранения (для сравнения: в 1925 г их было всего 12 тысяч).
Согласно В. А. Анзимирову Музеи Мироведения должны были стать «центрами научно-воспитательных починов, обслуживающие все виды обучения: дошкольного, школьного и внешкольного и вместе с тем являющиеся самодавлеющей культурной ценностью, сеющей основы тех знаний, на которых должны расти и развиваться критически мыслящая личность» Первые экспозиции музея соответствовали провозглашённым принципам, охватывая следующие темы: астрономия, геология, биология, этнология, техника, добывающая и обрабатывающая промышленность, прикладные искусства, учебные пособия и библиотека.
Осенью 1920 г. В. А. Анзимиров работает над созданием Факультета словесности при Народном университете, создаёт Литературную студию, готовит съезд научных деятелей, работников музеев и учреждений внешкольного образования, совершая командировки для инструктирования музеев. В ноябре 1920 г. Владимир Александрович Анзимиров работает над созданием музеев в других городах Сибири по образу Новониколаевского «Музея Мироведения». Планирует экспедиции на Балхаш и к истокам Лены.

## Загадочное исчезновение
В апреле 1921 года Анзимиров В.А. (в то время ему исполнилось 62 года) организовал и возглавил экспедицию Ново-Николаевского Музея Мироведения в район Калбинского хребта и предгорьев Алтая  для сбора экспонатов и пополнения коллекций. Экспедиция пропала без вести при загадочных обстоятельствах.

## Адреса В. А. Анзимирова
1901 — С.Петербург Невский, 65
1917 — Москва, М.Полянка, 4